# Váza

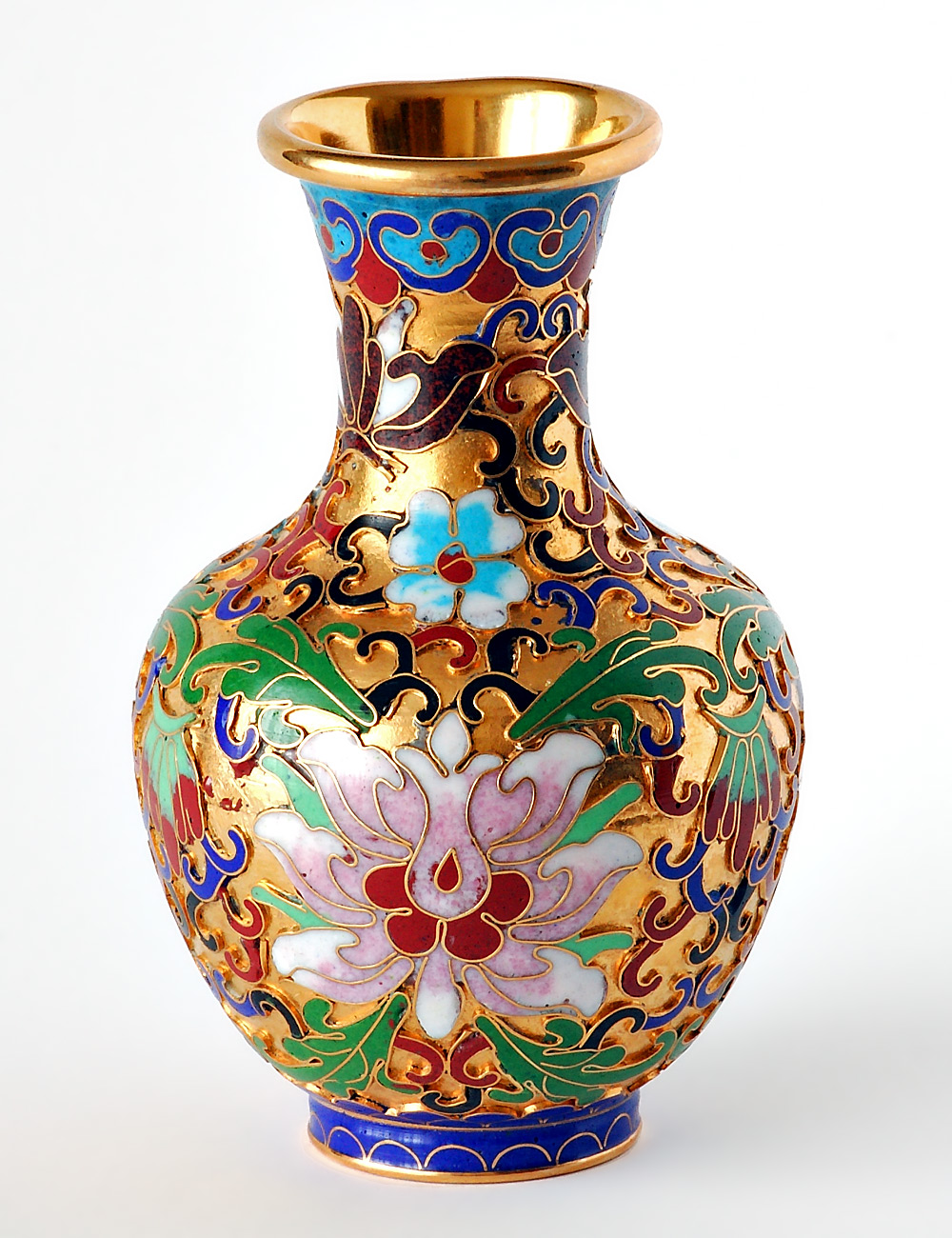
Kínai váza

A váza eredetileg edény, ma általában díszedény, a képzőművészetben sűrün alkalmazott díszítő elem, mely mindenféle anyagból, különböző nagyságban készülhet és sokfelé rendeltetéssel bír. Az ókorból ránk maradt vázák közül a görög eredetű etruszk agyag-díszedények a leggyakoriabbak, ugyanakkor már, miként napjainkban is, kertek, terek díszítésére szintén használtak domborművű nagy bronz- vagy márványvázákat. A reneszánsz idején, a 17- és 18. században, sűrűn alkalmazták a vázákat az építészetben, pl. homlokzatok díszítésére, mikor is rendszerint az oromfalakat, lépcsők balusztrádjait határoló vagy megszakító pillértagozatokat koronázzák. Vázának nevezzük a ma általánosan elterjedt szobadísznek való vagy virágtartó edényeket, melyek leginkább porcelánból, majolikából és üvegből készülnek.